# Cédric Sorhaindo
Cédric Sorhaindo (* 7. Juni 1984 in La Trinité auf Martinique) ist ein französischer Handballspieler.

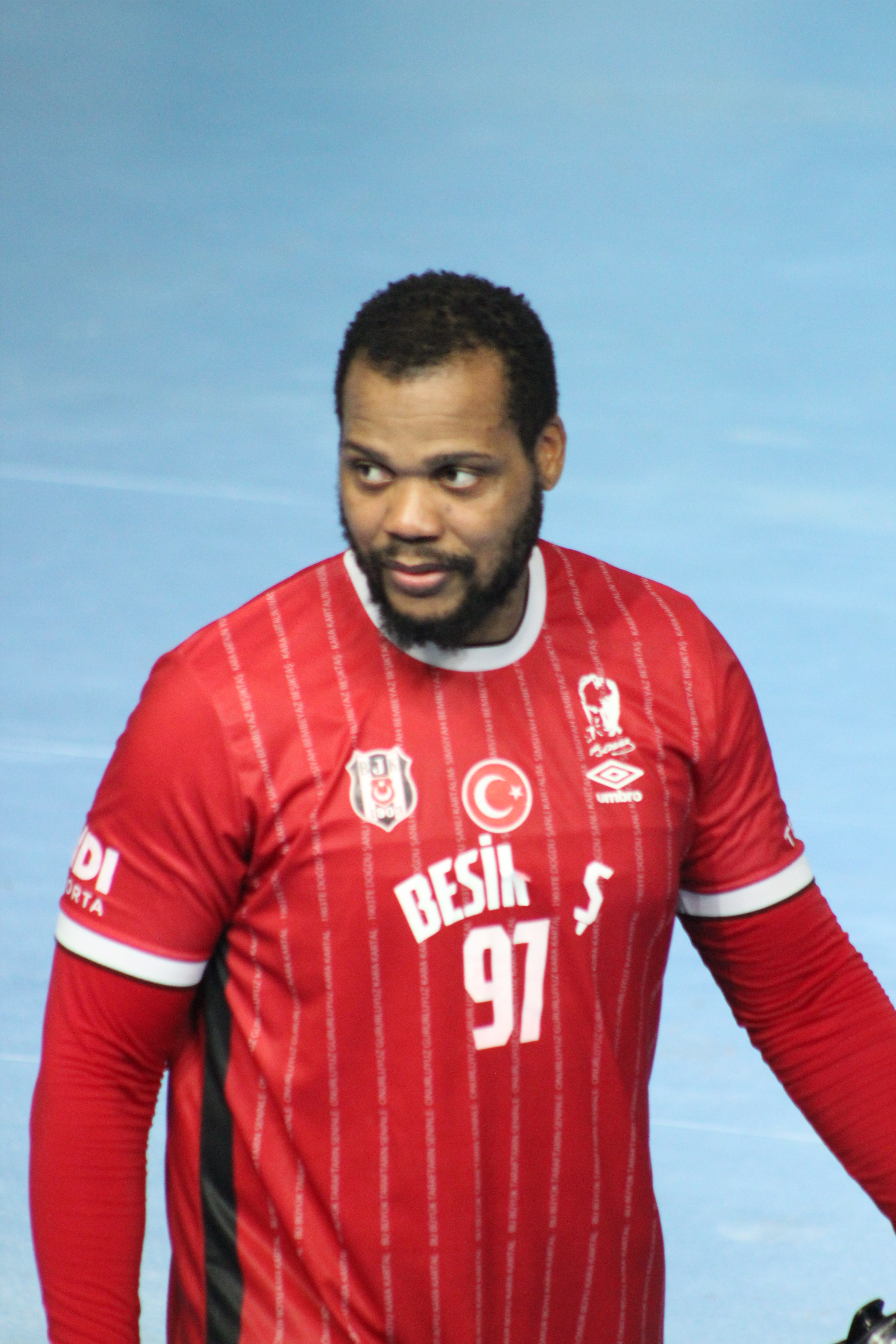
Cédric Sorhaindo (2024)

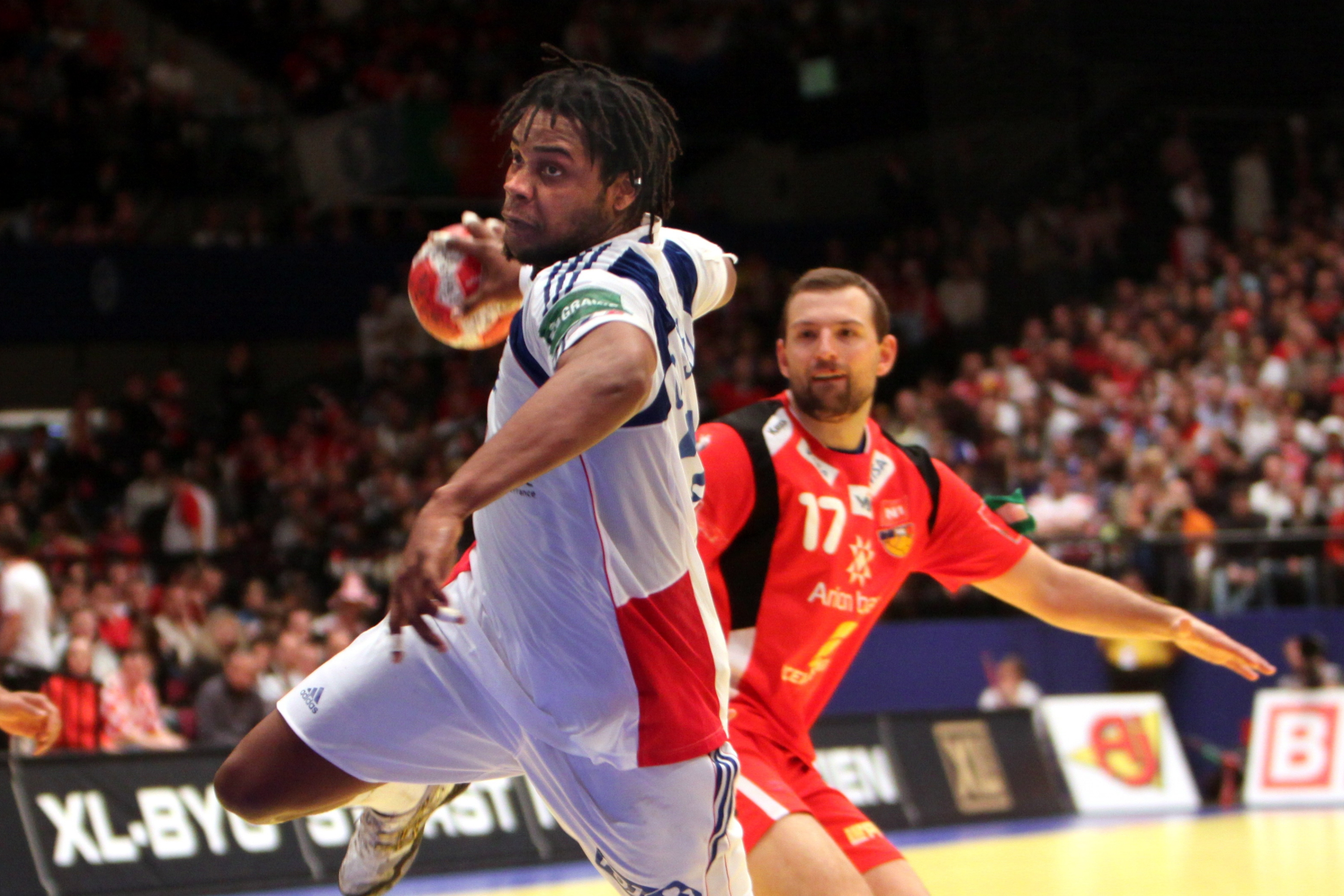
Cédric Sorhaindo (2010)

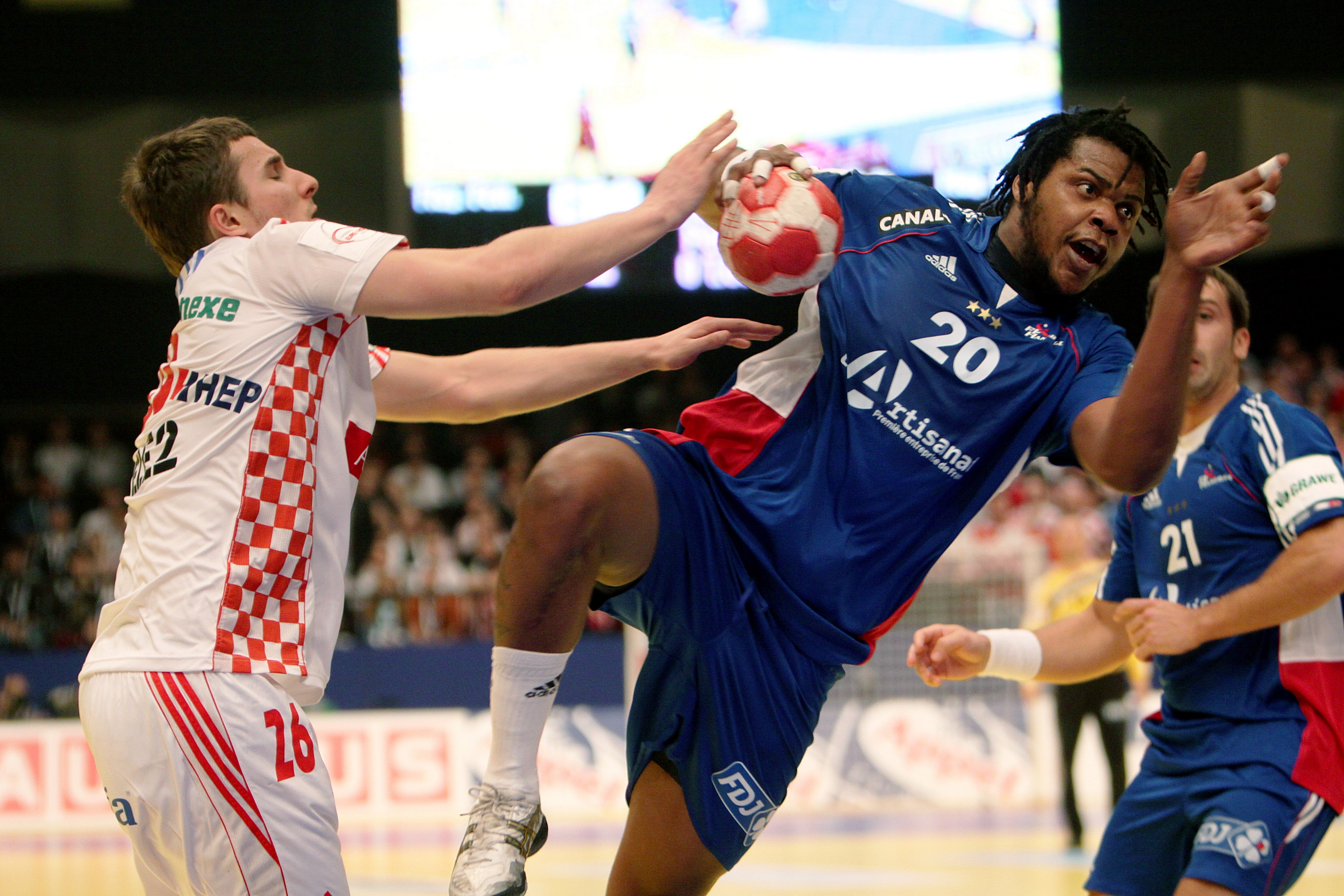
Cédric Sorhaindo (2010)

## Vereinskarriere
Der 1,92 Meter große und 110 Kilogramm schwere Kreisläufer galt gemeinhin als einer der besten Spieler auf seiner Position.
Er spielte von 1999 bis 2001 bei Gauloise de Trinité en Martinique, von 2001 bis 2004 bei Angers Noyant, von 2004 bis 2009 bei Paris HB und in der Saison 2009/10 bei Toulouse Handball. Mit Paris HB spielte er im EHF-Pokal (2004/05, 2006/07), in der EHF Champions League (2005/06) und im Europapokal der Pokalsieger (2007/08, 2008/09).
Ab dem Jahr 2010 stand er beim spanischen Verein FC Barcelona unter Vertrag, mit dem er bis 2021 in jedem Jahr die Meisterschaft, die Supercopa Asobal (außer 2011 und 2012), die Copa ASOBAL (außer 2011) und die Copa del Rey de Balonmano (außer 2011, 2012 und 2013) sowie 2011, 2015 und 2021 die EHF Champions League gewann. Ab dem Sommer 2021 spielte er beim rumänischen Erstligisten Dinamo Bukarest. Mit Dinamo Bukarest gewann er 2022 und 2023 die rumänische Meisterschaft sowie 2022 den rumänischen Pokal. Im Februar 2024 wechselte er zum türkischen Erstligisten Beşiktaş Istanbul.

## Nationalmannschaft
Cédric Sorhaindo stand im Aufgebot der französischen Nationalmannschaft; er debütierte am 26. Oktober 2005 in einem Länderspiel gegen die spanische Auswahl. Mit der Auswahl gewann er die Handball-Europameisterschaft 2010 und 2014, die Weltmeisterschaft 2011, im Sommer 2012 die Olympischen Spiele in London und die Weltmeisterschaft 2017. Bei den Olympischen Spielen 2016 in Rio de Janeiro gewann er die Silbermedaille und wurde in das Allstar-Team gewählt. Ab 2017 war er Mannschaftskapitän der Nationalmannschaft. Im Februar 2020 erklärte er sein Karriereende in der Nationalmannschaft. Sorhaindo erzielte 425 Treffer in 220 Länderspielen.